# 諏訪神社 (久喜市太田袋)
諏訪神社（すわじんじゃ）は、埼玉県久喜市の神社。

## 歴史
創建年代は不明である。ただ口伝によれば江戸時代初期に創建されたと伝えられる。「諏訪院」が別当寺であった。諏訪院は武蔵国葛飾郡内国府間村（現・埼玉県幸手市）の正福寺を本寺とする真言宗の寺院であったが、明治初期の神仏分離により、廃寺に追い込まれた。
明治初期、近代社格制度に基づく「村社」に列せられ、1907年（明治40年）の神社合祀により、2社を合祀するとともに、そのうちの一つで現在地にあった「琴平神社」の境内に移転した。移転した理由は村の中心地だったことと、無格社ではあったが琴平神社の人気が高かったことによる。そういう経緯もあり、現在も「こんぴら様」と呼ばれて親しまれている。

## 交通アクセス
- 新白岡駅より徒歩13分。